# غالب بن مساعد
غالب بن مساعد هو شريف مكة بعد أخيه الشريف سرور بن مساعد منذ سنة 1202 هـ حتى نفيه سنة 1228. كان من أمراء مكة، وهو جد الأشراف المعروفين اليوم بآل غالب.البيت الهاشمي

## نسبه
هو الشريف غالب بن مساعد بن سعيد بن سعد بن زيد بن محسن بن حسين بن حسن بن محمد أبي نمي الأصغر بن بركات بن محمد بن بركات بن حسن بن عجلان بن رميثة الحسني الهاشمي القرشي.

## نشأته
نشأ في كنف والده ملازما له مشاركا معه في حروبه.[بحاجة لمصدر] وأيضا نشأ على حفظ القرآن، والسنة النبوية. ودرس في حلقات المسجد الحرام فكان نابغة بني حسن في زمنه. له من الولد: يحيى وحسين وعبد الله وعلي وعبد المطلب. وغالب هو ابن أمير مكة مساعد بن سعيد (حكم 1752-1770). بعد وفاة مساعد، سيطر على الإمارة عم غالب أحمد بن سعيد (حكم 1770-1773)، ثم أخوه سرور بن مساعد (حكم 1773-1788). بعد وفاة سرور في 18 ربيع الثاني 1202 هـ (27 يناير 1788 تقريبًا)، تولى أخوه عبد المعين الإمارة. ومع ذلك، فقد حكم لمدة يوم واحد فقط أو جزء من يوم (أو بضعة أيام، بحسب بعض المصادر) قبل أن يتنازل عن العرش لصالح غالب. وصلت أنباء وفاة سرور إلى إسطنبول في منتصف شعبان (مايو 1788)، وأكد السلطان عبد الحميد الأول تعيين غالب. وصل الفرمان الإمبراطوري (الإعلان) إلى مكة في 29 ذي القعدة 1202 هـ (1 سبتمبر 1788 تقريبًا).

## ولايته
تولى شرافة مكة عام 1202 هـ بعد وفاة أخيه سرور وبعد تنازل أخيه عبد المعين الذي ولي مكة لفترة يسيرة ووصلت الخلعة العثمانية له يوم 29 ذي القعدة سنة 1202 هـ.

## صراعه مع إخوته
وفي 11 ذي الحجة 1202هـ (حوالي 12 سبتمبر 1788م) خرج شقيق غالب (بدر) معارضًا لحكمه. وغادر إخوة غالب مكة بعد سرقتهم جمال غالب، وتجنيد مقاتلين من قبيلة هذيل. في 19 ذي الحجة (20 سبتمبر 1788) التقى الجانبان في معركة بالقرب من مكة وانتصر غالب. حاول المتمردون بعد ذلك الاستيلاء على الطائف لكن نائب الشريف غالب هزمهم. في 8 ربيع الأول 1203 هـ (7 ديسمبر 1788 تقريبًا) هزمهم جيش غالب مرة أخرى عندما تقدموا نحو مكة. وفي منتصف جمادى الأولى (فبراير 1789) تحالفوا مع قبيلة ثقيف واستولوا على الطائف من نائب غالب. عندما تلقى غالب كلمة مفادها أن إخوته يستعدون لمهاجمة مكة أرسل كلمة إلى القبائل البدوية للحصول على الدعم. في 19 جمادى الأولى (15 فبراير 1789) حشد قواته في المعابدة ودفع 7 ريالات لكل بدوي انضم إليه. وعندما علم المتمردون بالقوة التي جمعها غالب أوقفوا تقدمهم وعادوا إلى الطائف. في 24 جمادى الأولى (20 فبراير 1789)، تفاوض غالب وإخوته على اتفاقية سلام بوساطة السيد ناصر بن مستور والعديد من العلماء البارزين.

## تجارته
ملك غالب بن مساعد ثماني داوات (مراكب كبيرة)، عملت في تجارة البن والقمح، منهما سفينتان، إحداهما إنجليزية، بلغت حمولة الواحدة منهما أربعمائة طن، والأخرى اشتراها من مومباي، وكانت هاتان السفينتان تقومان برحلة سنوية إلى جزر الهند الشرقية، وتعودان محملتين بالبضائع التي تباع لتجار مكة، كما أن منها مايباع في موسم الحج، لحساب الشريف غالب نفسه.

## أعماله
- استكمل بناء قلعة أجياد بعد أن اشتراها من ورثة أخيه الشريف سرور بن مساعد بماله وجعلها سكن خاص له ولعائلته.
- بني قصور أجياد القديمة وبيوت القرارة حول الحرم الشريف، وقلعة جبل هندي وقصر البياضية وهو عبارة عن مبنيين وبستان يعرف حالياً باسم قصر السقاف، ورمم قصر المبعوث في سوق عكاظ إحياء لذكراه، وبني كذلك قصراًً وقلعة المخصب في نواحي الطائف. وتعددت ممتلكاته، فامتلك بستان المثناة في الطائف، وقصر الرقاب، وبستان المحرق، وبستان العزيري، وبستان أبو العدول والمراغة.
- بني بالقرب من الحرم الشريف بمكة المدارس ومن أهمها مدرسة الشريف غالب المطلة على السوق الصغير.
- أنشأ مكتبة كبيرة تعرف بمكتبة الشريف غالب ولقد بقيت هذه المكتبة، إلى أن تم تسليم محتوياتها - التي دمغت بختمه الخاص - إلى مكتبة الحرم الشريف في بداية العهد السعودي.

## نفيه ووفاته
بعد تكليف الدولة العثمانية لوالي مصر محمد علي باشا بالقضاء على الدولة السعودية الأولى قام بتدبير مؤامرة مع ابنه طوسون باشا للقبض على الشريف غالب بهدف عزله من الأمارة ونفيه وذلك بعد أن أوغل صدر الدولة العثمانية عليه، ولهذا عمل على استصدار فرمان من السلطان لعزل الشريف غالب عن أمارة مكة المكرمة وبالفعل تم عزله ونفيه مع بعض أفراد أسرته إلى جزيرة سالونيك باليونان عام (1814م/ 1229) وهناك توفى الشريف غالب عام (1817 م/1233 هـ).